# The Witcher 3: Wild Hunt – Hearts of Stone
The Witcher 3: Wild Hunt – Hearts of Stone é o primeiro pacote de expansão do jogo eletrônico de 2015 The Witcher 3: Wild Hunt, sendo lançado para Microsoft Windows, PlayStation 4 e Xbox One no dia 13 de outubro de 2015. Desenvolvida pela CD Projekt RED, a expansão segue o personagem Geralt de Rívia entrando em contato com um maligno ser conhecido como "Senhor Espelho" e um imortal chamado Olgierd von Everec.

## Enredo
Ao checar o quadro de avisos da estalagem Sete Gatos, Geralt aceita mais um simples e rotineiro contrato de bruxo. Porém, este contrato mostra-se não ser tão singelo quanto parece, já que foi feito por Olgierd von Everec, um misterioso homem que possui o poder da imortalidade. Everec pede para Geralt derrotar um sapo gigante que está perturbando os esgotos de Oxenfurt e matando jovens donzelas inocentes em busca de um príncipe encantado, seguindo a velha história do sapo que vira príncipe. As coisas se complicam quando ele reencontra Gaunter O'Dimm, conhecido como o "Senhor Espelho", o qual havia conhecido e ajudado o bruxo no início da história principal durante sua busca por Yennefer, e realiza um pacto com o mesmo. Então, Geralt é obrigado a cumprir três complicados desejos de Olgierd von Everec, cujo passado esconde sombrios segredos. Em meio à confusão, o bruxo reencontra também Shani, uma médica e antiga amiga, que tenta ajudar Geralt em sua jornada.

## Recepção
Hearts of Stone recebeu críticas muito positivas dos críticos, obtendo uma nota 9/10 dos meios de comunicação IGN e GameSpot.